# Schacht 371

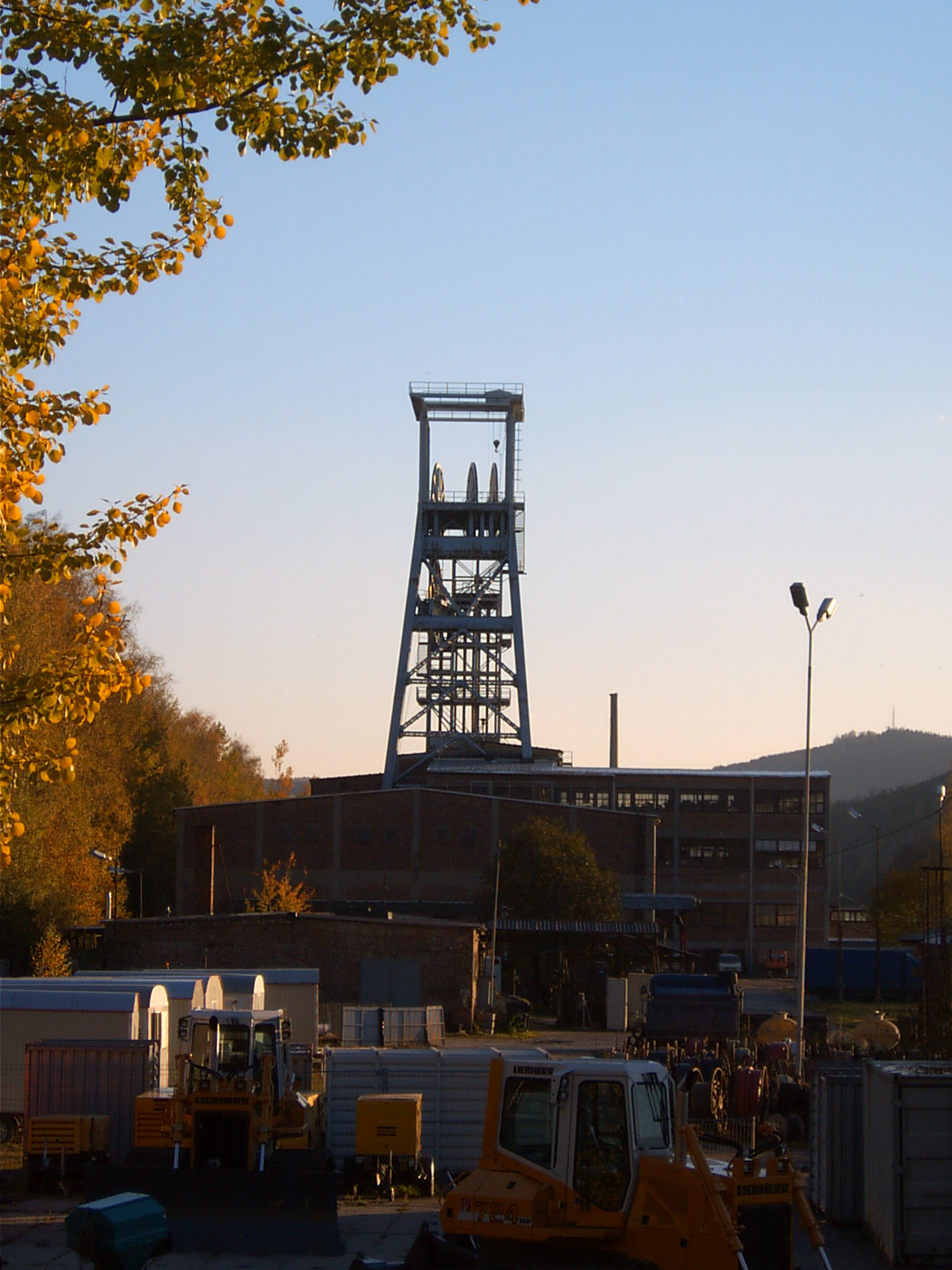
Fördergerüst des Schachtes 371 im Herbst 2004

Schacht 371 ist der Hauptschacht des stillgelegten Bergbaubetriebes Aue (vormals Objekt 09) der SDAG Wismut, einem Uran-Bergwerk im Westerzgebirge. Das Bergwerk war mit einer Gesamtteufe von mehr als 1.800 m bis zur Schließung das tiefste Bergwerk Deutschlands. Es ist Bestandteil der Montanregion Erzgebirge/Krušnohoří, welche seit 2019 zum UNESCO-Welterbe gehört.

## Lage
Der Schacht 371 befindet sich im Poppenwald im Tal der Zwickauer Mulde auf der Flur der Stadt Hartenstein im sächsischen Landkreis Zwickau, an der Grenze zum Erzgebirgskreis. Er liegt an der Straße Hartenstein–Bad Schlema und an der Bahnstrecke Schwarzenberg–Zwickau, an welcher der Schacht zwischen 1960 und dem Ende der DDR mit dem Haltepunkt Poppenwald eine Bahnstation für den Berufsverkehr der SDAG Wismut besaß.

## Geschichte

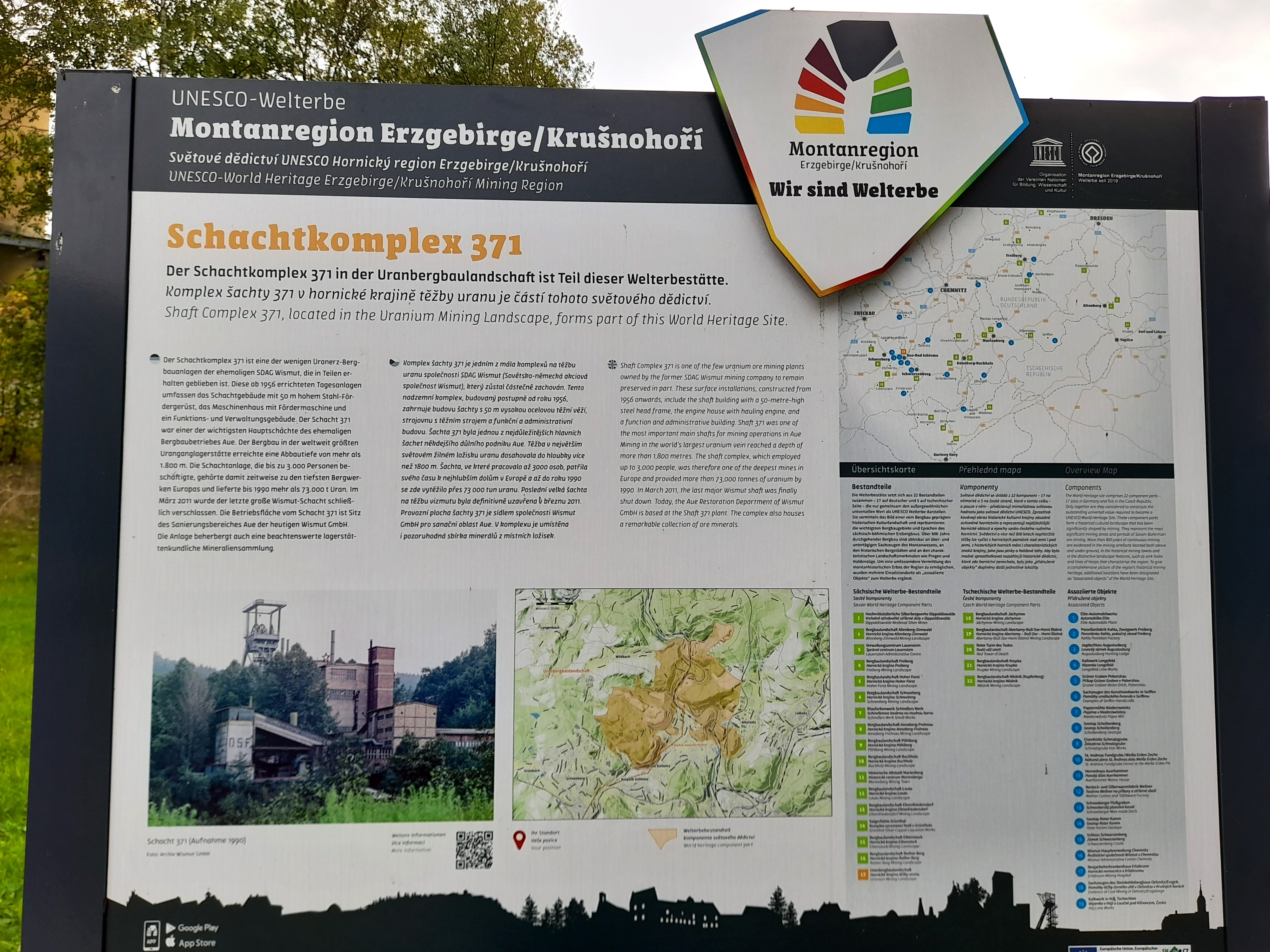
UNESCO-Infotafel Schachtkomplex 371 (Hartenstein)

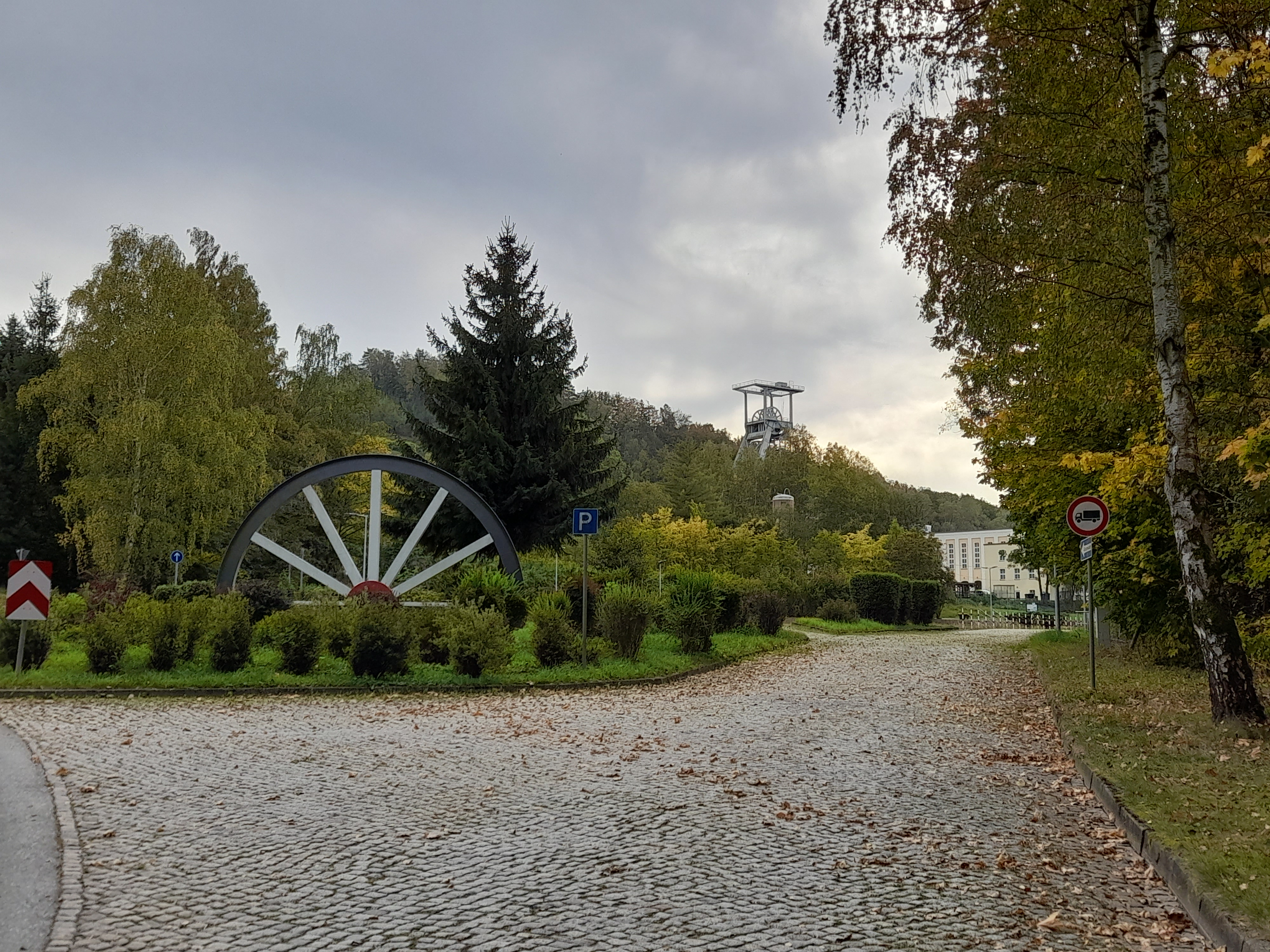
Schacht 371 (Hartenstein), Seilscheibe

Der Bergbau im Schlematal begann im 15. Jahrhundert auf Kupfer, Silber und Eisen. Die ebenfalls schon im 15. Jahrhundert entdeckten reichen Silbervererzungen in Schneeberg sind mit Kobalt, Nickel und Wismut  vergesellschaftet. Als die Silberausbeute zurückging, wurden diese Erze, insbesondere Kobalt, Gegenstand des Schneeberger Bergbaus. Zusammen mit den Silbererzen trat gehäuft ein schweres schwarzes Mineral unbekannter Zusammensetzung auf, das wegen seiner Farbe und seines Glanzes Pechblende genannt wurde. 1789 entdeckte Martin Heinrich Klaproth in einer Pechblendestufe der Johanngeorgenstädter Grube  Georg Wagsfort das Element Uran. Am 1. März 1896 entdeckte Antoine Henri Becquerel zufällig die Radioaktivität des Urans. Marie Curie und ihr Ehemann Pierre Curie entdeckten 1898 in Abfallerzen aus Joachimsthal die Elemente Polonium und Radium. Dies war der Auslöser für die Errichtung eines Heilbades im böhmischen St. Joachimsthal, das im Jahr 1906 eröffnet wurde. Es nutzte die radioaktiven Wässer der dortigen Uran-Silber-Lagerstätte. Das florierende Heilbad auf böhmischer Seite erweckte Begehrlichkeiten auf sächsischer Seite. Daraufhin begannen Carl Schiffner und Max Weidig von der Bergakademie Freiberg im Auftrag des Königlich-Sächsischen Finanzministeriums mit der Suche nach radioaktiven Wässern in Sachsen. 1909 wurden durch Richard Franz Friedrich in Oberschlema starke Quellen im Radiumort des Marx-Semler-Stollns entdeckt, der das Schneeberger Revier entwässert. Daraufhin wurde in Oberschlema am 2. August 1916 mit dem Bau eines Heilbades begonnen, das am 16. Mai 1918 eröffnet wurde.
Nach dem Ende des Zweiten Weltkrieges wurden diese Quellen in Oberschlema sowie die bekannten Uranvorkommen in Schneeberg und Johanngeorgenstadt Ausgangspunkt für die sowjetischen Erkundungsarbeiten auf Uran in Sachsen für das sowjetische Kernwaffenprogramm. Im Jahr 1946 wurde mit der Aufwältigung alter Gruben in Oberschlema (Objekt 02) und Schneeberg (ab 1947 Objekt 03) begonnen und das erste Erz gefördert. Im Zuge der Untersuchungsarbeiten der Flanken der Lagerstätten Schneeberg und Oberschlema durch das Objekt 21 entdeckte man in den Jahren 1948/1949 die Fortsetzung der Oberschlemaer Lagerstätte nach Norden in den Bereich Niederschlema und Aue-Alberoda. Für den Abbau dieser Lagerstätte wurde im Herbst 1948 das Objekt 09 gegründet. Das Objekt 09 entwickelte sich schnell zum bedeutendsten Uranproduzenten im Erzgebirge. Die Vererzungen lagen deutlich tiefer als in Schneeberg und Oberschlema. Dies und die Größe der Lagerstätte machten moderne Schachtanlagen nötig, die primitiven Anlagen aus der Anfangszeit des Uranbergbaus waren für die weitere Entwicklung der Lagerstätte ungeeignet. Daher wurden in den 1950er-Jahren mehrere moderne Förder- und Wetterschächte in Betrieb genommen. Am 4. April 1956 begann das Objekt 11 der SDAG Wismut mit den Teufarbeiten für den Schacht 371. Am 1. Mai 1959 wurde der Schacht als „Jugendschacht 1. Mai“ an die Produktion übergeben. Im Laufe der 1960er-Jahre wurden die oberen Sohlen bis zur -540-m-Sohle der Lagerstätte Niederschlema größtenteils ausgeerzt und die Förderung auf den für jene Sohlen verantwortlichen Schächten eingestellt. Ab 1972 verblieb Schacht 371 als letzter Förderschacht auf der Lagerstätte. Im Falle einer Havarie konnte aber der Schacht 366 die Aufgaben von Schacht 371 zeitweilig übernehmen. Das höchste Förderergebnis wurde 1963 mit 4.553 t Uran im Jahr erreicht. Danach sank die Produktion allmählich ab. 1989, im letzten kompletten Betriebsjahr, wurden rund 1,4 Millionen Tonnen Erz mit einem Urangehalt von 442 t Uran an die Aufbereitungsbetriebe geliefert. Die Gewinnungskosten lagen bei 364,62 Mark/Kilogramm, der Bergbaubetrieb Aue war damit der zweitteuerste von 7 aktiven Bergbaubetrieben der SDAG Wismut in jenem Jahr. Die planmäßige Urangewinnung wurde zum 31. Dezember 1990 eingestellt, ein Restabbau wurde bis zum 1. März 1991 betrieben, um die Kontaktfläche zwischen Uranerz und Flutungswasser zu minimieren. Insgesamt lieferte die Lagerstätte in 44 Betriebsjahren 73.125 t Uran.
Im Jahr 1991 begannen die Sanierungsarbeiten auf der Lagerstätte Niederschlema mit umfangreichen Maßnahmen unter und über Tage. Schadstoffe wurden entfernt, Grubenbaue gesichert, Gebäude abgerissen sowie Halden konturiert und abgedeckt. Weiterhin wurde eine Wasserbehandlungsanlage für das Grubenwasser errichtet. Während dieser Zeit war es für Besucher möglich, auf Schacht 371 bis zur -540-m-Sohle einzufahren. Der Schacht war damit einige Zeit das tiefste europäische Besucherbergwerk. Im Jahr 1997 erreichte das Flutungswasser die -540-m-Sohle und die Arbeiten auf Schacht 371 wurden eingestellt. Der Schacht wurde 2011 mittels einer Betonplombe verwahrt. Die Gebäude dienen aber weiterhin der Wismut GmbH, Niederlassung Aue als Betriebspunkt für die Sanierung der Betriebsflächen in der Umgebung. Weiterhin befindet sich die mineralogische Lagerstättensammlung der Wismut GmbH auf Schacht 371 und ist für die Öffentlichkeit zugänglich.
Seit 2019 gehört der Schachtkomplex 371, bestehend u. a. aus den Tagesanlagen der Schachtgebäude mit einem 50 m hohem Stahl-Fördergerüst, dem Maschinenhaus mit Fördermaschine und einem großen Funktions- und Verwaltungsgebäude zur Bergbaulandschaft Uranerzbergbau der UNESCO-Welterbe-Region Montanregion Erzgebirge/Krušnohoří.

## Schachtanlage und Grubenfeld

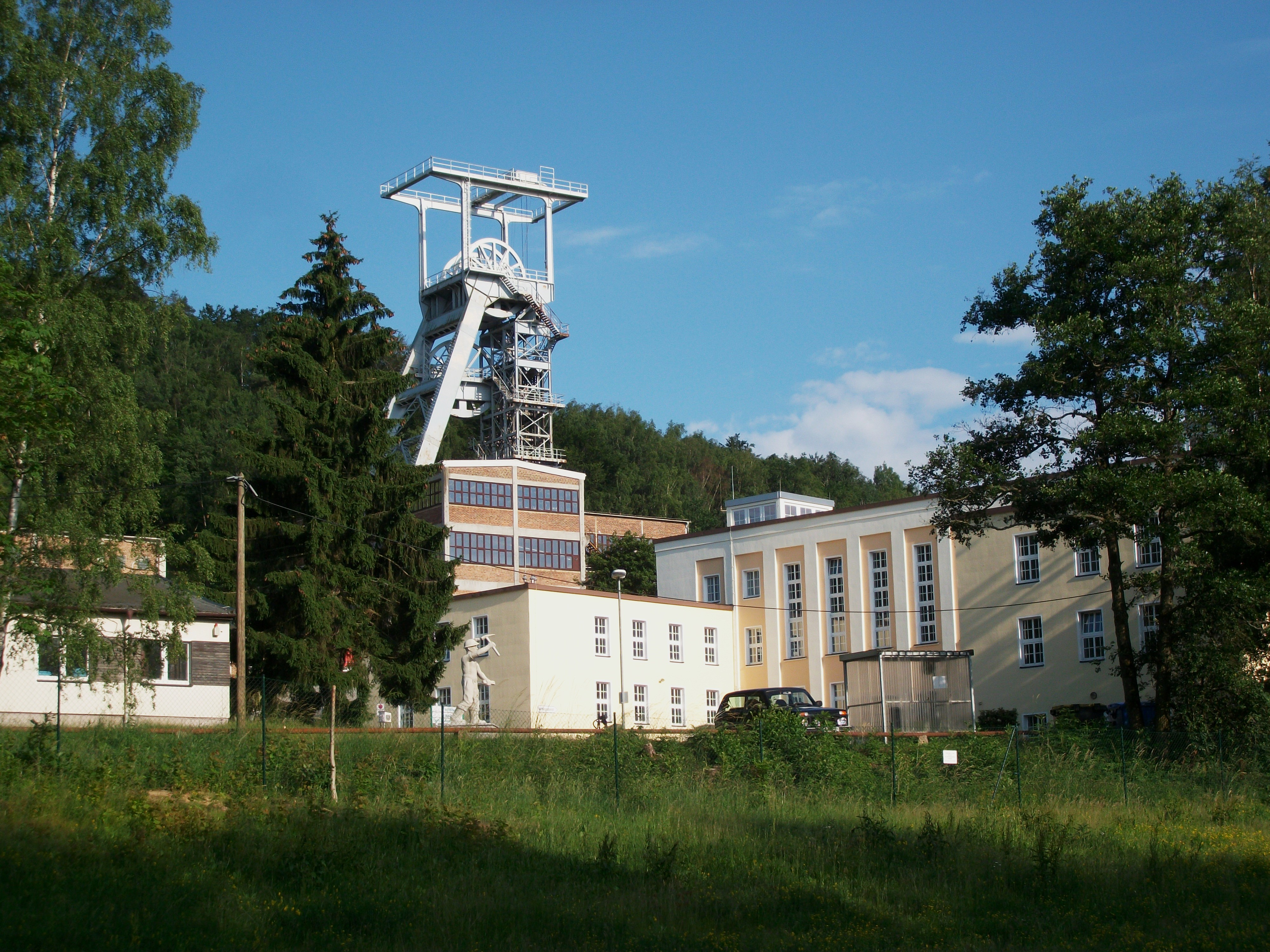
Schacht 371 bei Hartenstein, Tagesanlagen

Schacht 371 diente als Seilfahrts-, Förder-, Material- und einziehender Wetterschacht. Er wurde als Rundschacht mit einem lichten Durchmesser von 6,20 m angelegt. Der Schachtausbau besteht aus Schalbeton. Die Rasenhängebank liegt bei 355 m ü. NN, die Endteufe von 1.090,60 m bei 735,6 m unter NN, mit Anbindungen an die -540- und -990-m-Sohle, wobei sich die Sohlenbezeichnungen auf die Marx-Semler-Sohle als 0-m-Sohle beziehen. Über ein Überhauen wurde die Schachtröhre zur Entwässerung an die -1080-m-Sohle angeschlossen. Schacht 371 besaß als Schachtförderung zwei parallele Koepeanlagen: Eine Gefäßförderanlage (Skip) mit einer Nutzlast von 7,5 t, einer Förderkapazität von 250 t/h und einer maximalen Fördergeschwindigkeit von 16 m/s. Die zweite Anlage war eine Gestellförderanlage mit 4 Etagen für jeweils 2 Förderwagen (0,63 m³), wovon bei Seilfahrt 3 Etagen für je 20 Personen genutzt wurden. Mit einer Nutzlast von 8 t und einer Förderkapazität von 160 t/h. Die Fördergeschwindigkeit lag bei 12 m/s bei Seilfahrt (Personenförderung) oder 16 m/s im normalen Förderbetrieb.
Der vertikale Sohlenabstand betrug im oberen Bereich bis zur -540-m-Sohle 30 m und unterhalb dieser 45 m. Sohlen unterhalb der -540-m-Sohle waren durch mehrere Blindschächte angebunden. Als tiefste Sohle wurde ab 1986 die -1.800-m-Sohle vorgerichtet. Das vorherrschende Abbauverfahren war der Firstenstoßbau mit Versatz. Bei diesem Verfahren wird der Gang zwischen zwei Sohlen von unten nach oben abgebaut und mit taubem Gestein verfüllt. Die horizontale Förderung in der Grube wurde gleisgebunden durchgeführt. Zum Einsatz kamen auf den Hauptstrecken oberleitungsgebundene E-Loks der Typen El 30 und EL 30 T und auf den Nebenstrecken Akkuloks der Typen B 360 und B 660. Die eingesetzten Förderwagen hatten ein Volumen von 0,63 m³. Neben den 4 Frischwetterschächten 366, 371, 382 und 383 gab es die vier Abwetterschächte 372, 373, 208W und 208. Die Frischwetter für die tiefen Sohlen mussten gekühlt werden, um akzeptable Arbeitsbedingungen zu schaffen. Dazu befanden sich an den Schächten 382 und 383 sowie auf den Sohlen -1485 und -1620 große Kühlanlagen. Neben der Bewetterung der Grube war die Wasserhaltung eine weitere Herausforderung. Die beiden Hauptpumpenstationen am Schacht 38 -546-m-Sohle und am Schacht 371-540-m-Sohle hoben, das gesammelte Wasser zur Tagesoberfläche, von wo es in die Vorfluter abgegeben wurde. Zwischen 1965 und 1989 waren dies durchschnittlich 20.696 m³ pro Tag.
Das Erz wurde bis 1965 untertägig vorsortiert und in Kisten verpackt zutage gefördert. 1965 ging am Schacht 371 die Radiometrische Aufbereitungsfabrik (RAF) in Betrieb, welche Stufenerz (0,1 bis 1 % Urangehalt) und Fabrikerz (0,01 bis 0,1 % Urangehalt) vorsortierte. Ab 1980 wurde nach der Aufbereitung der Fabrikerze in der RAF diese mit dem Stufenerz verschnitten und auf einem durchschnittlichen Urangehalt von 0,4 % gebracht. Dieses Erz ging per Eisenbahn an die Aufbereitungsanlage in Crossen und ab 1989 nach Seelingstädt. Die Erze wurden dort nass-mechanisch angereichert und in die Sowjetunion geschickt. Ab 1980 wurde die Verschickung von Stufenerz eingestellt und alle Erze in Crossen oder Seelingstädt zu chemischem Urankonzentrat in Form von Yellow Cake verarbeitet. Taubes Material wurde mittels eines Schrägaufzuges auf eine Anhöhe hinter der Schachtanlage gefördert und von dort mittels LKW auf die beiden Halden 371/I und 371/II verteilt, welche teilweise in zwei kleinen Tälern geschüttet wurden. Halde 371/I hatte bei Betriebseinstellung ein Volumen von 9,3 Millionen m³ und Halde 371/II ein Volumen von 3,7 Millionen m³.

## Geologie

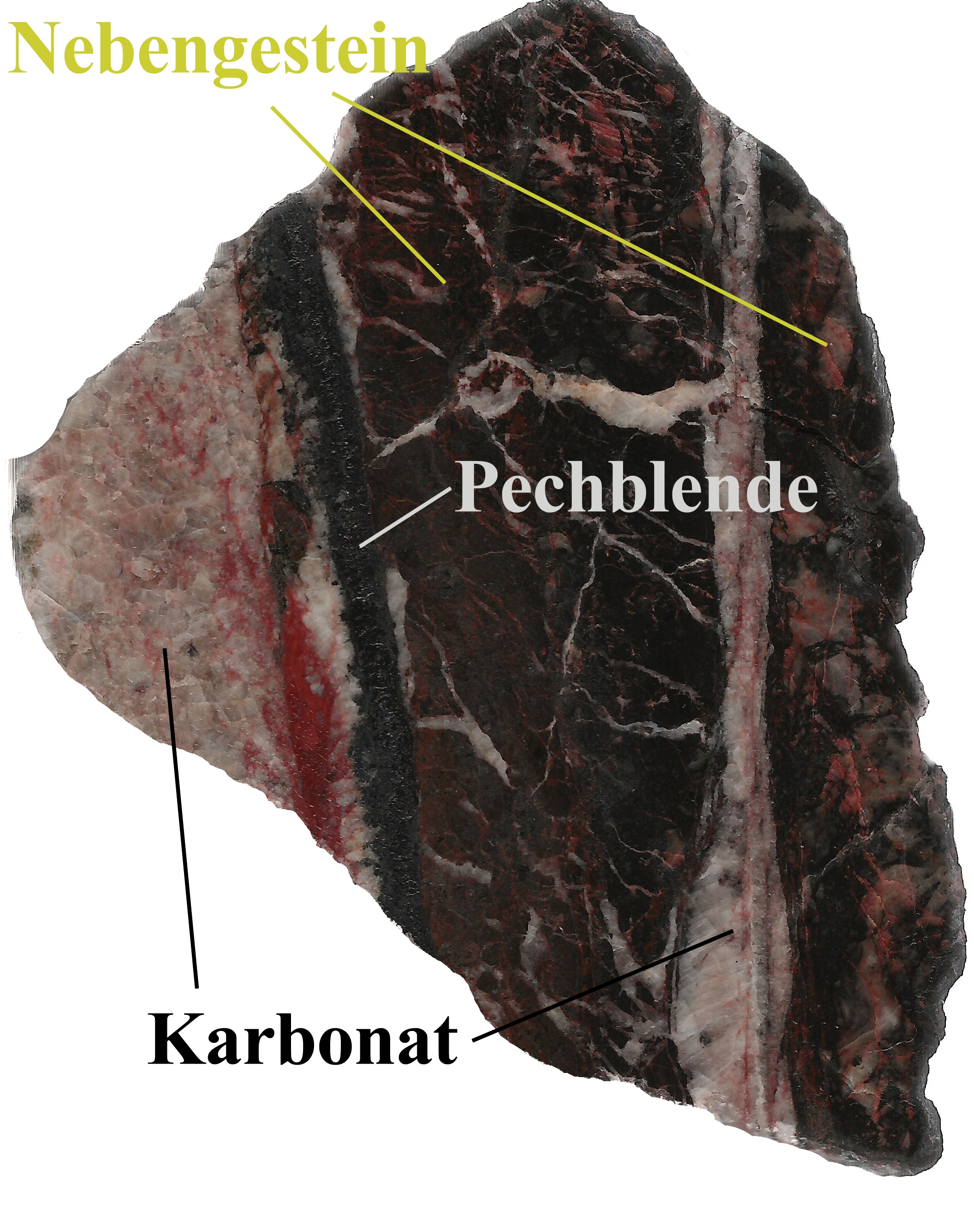
Uranerz aus Niederschlema-Alberoda

Schacht 371 selbst befindet sich außerhalb der eigentlichen Lagerstätte Schneeberg-Schlema-Alberoda. Der Schachtansatzpunkt wurde bewusst so gewählt, dass durch den Schachtsicherheitspfeiler kein Vorratsverlust eintrat. Die Uranlagerstätte Niederschlema-Alberoda befindet sich wie die meisten Uranlagerstätten der Region auf der Gera-Jachymov-Störungszone. Sie besteht aus mehr als 1.000 vererzten hydrothermalen Gängen, die auf durchschnittlich 5 % ihrer Fläche mit Uran vererzt sind. Die Gänge befinden sich in einer Serie aus paläozoischen Amphiboliten, Schwarzschiefern, Quarziten und Skarnen. Unterlagert wird die Lagerstätte von einem variszischen Granit, der selbst kaum vererzte Gänge enthält. Die uranerzführenden Gänge streichen meist Nord-Nordost/Süd-Südwest und haben eine Mächtigkeit von einigen Zentimetern bis wenigen Metern. Haupturanmineral ist Pechblende und untergeordnet Coffinit in Dolomit- und Quarz-Kalzit-Gängen. Nebenbestandteile der Gänge sind Fluorit, Hämatit, Buntmetallsulfide, Pyrit sowie untergeordnet verschiedene Wismut-, Kobalt-, Nickel-, Silber- und Selenminerale. Die Vererzung wurde bis zu einer Teufe von mehr als 2.000 m nachgewiesen, allerdings lagen die größten Uranvorkommen zwischen 500 und 1.500 m Teufe. Insgesamt wurden Vorräte von mehr als 82.000 t Uran in der Lagerstätte Niederschlema-Alberoda gelöscht, woraus 73.105 t Uran gewonnen wurden. 1991 wurden Restressourcen inklusive Reserven von 2.049 t Uran ausgewiesen. Zusammen mit den gelöschten Vorräten auf den südlichen Teillagerstätten Oberschlema und Schneeberg sowie vermuteten Ressourcen im Erkundungsfeld Bernsbach betrug der gesamte Uraninhalt der Lagerstätte nahezu 100.000 t Uran. Sie ist damit die größte Gangtyp-Uranlagerstätte weltweit.